# Esquirol dels matolls petit
L'esquirol dels matolls petit (Paraxerus poensis) és una espècie de rosegador de la família dels esciúrids. Viu al Camerun, el Congo, la República Democràtica del Congo, Costa d'Ivori, Guinea Equatorial, el Gabon, Ghana, Guinea, Libèria, Nigèria i Sierra Leone. No se sap gaire cosa sobre el seu comportament i la seva història natural. Els seus hàbitats naturals són el boscos humits tropicals, les vores dels boscos, la vegetació secundària propera als llogarets i els camps de conreu abandonats. És una espècie en risc mínim, és a dir, no sembla que hi hagi cap amenaça significativa per a la seva supervivència.